# مونت رويال
مونت رويال ((بالفرنسية: Mont Royal)‏، 
نطق فرنسي: [mɔ̃ ʁwajal]
) is a large volcanic-related تل أو جبل صغير، يقع في مدينة مونتريال، غرب وسط مدينة مونتريال مباشرة، ومنه أخذت اسمها.
التلة هي جزء من تلال مونتيرغيان الواقعة بين جبال لورينتيان وجبال الأبالاش.
تتكون التلة من ثلاث قمم: قمة كولين دي لا كروا ارتفاعها 233 متراً وكولين دو أوتريمونت (أو جبل موراي) وارتفاعه 211 متراً، وقمة ويستماونت بارتفاع 201 أمتار فوق مستوى سمح البحر.
في حزيران (يونيو) 2017، في احتفاليات الذكرى 375 لتأسيس المدينة، أعادت المدينة تسمية قمة أوتريمونت رسمياً إلى Tiohtià:ke Otsira’kéhne, Mohawk وتعني "مكان الحريق الكبير"، والاسم يعكس كيف استخدمت الشعوب الأصلية التلة كمنارة للنار.

## أعلام
- ليونارد كوهين

## وصلات خارجية
- الأطلس الحكومي لكندا
- إحصاءات كندا مع ساعة تعداد السكان